# 栗家山恵三
栗家山 惠三（くりけやま けいぞう、1938年2月15日 - 没年不明）は、北海道沙流郡門別町（現・日高町）富川出身で1956年から凡そ8年間、佐ノ山部屋・高砂部屋に所属した大相撲力士。本名は橘井 恵三（きつい けいぞう）。最高位は西前頭5枚目（1962年5月場所）。現役時代の体格は175cm、88kg。得意手は左四つ、突っ張り、寄り。

## 来歴・人物
中学校在学時は野球で活躍したが、苫小牧工業高校に進学すると、相撲へ転向した。
高校在学中は、創設されたばかりの相撲部で活躍。3年生時の1955年には、全国高校相撲大会の予選などに出場している。
高砂一門が北海道へ巡業に来た際に角界入りを勧められ、高校卒業後に上京。間も無く、一門のひとつである佐ノ山部屋へ入門した。
1956年3月場所にて、18歳で初土俵。番付に付いてから初めて名乗った四股名は、出身地の沙流郡門別町富川に由来した、「登美錦（とみにしき）」であった（「富川」の「富」は、縁起を担いで「登美」に変えている。「栗家山」に改名したのは、高砂部屋在籍時の1961年1月場所前）。
次の5月場所では番付外と新序で続けて好成績を収めたため、同年9月場所では序ノ口を飛び越し、序二段に付け出された。
体重90kgに満たない小兵だったが、突っ張りを得意とし、常に闘志溢れる相撲を展開した。
この後1960年2月、佐ノ山親方（元前頭2・朝響）が亡くなったため佐ノ山部屋は解散し、本家の高砂部屋に移籍した。しかし翌1961年、元小結・國登が引退後佐ノ山の名跡を継いで、程無く部屋を再興。これに伴い、再び佐ノ山部屋に戻っている。
同年5月場所で新十両に昇進し、1962年3月場所で新入幕を果たした。この場所、9勝6敗と勝ち越し、翌5月場所では最高位となる西前頭5枚目まで番付を上げた。同場所3日目の大関・北葉山との一番では、敗れたものの善戦し、北葉山に「わしの地元から、いい力士が出てきた」と言わしめた。
7月場所まで幕内の地位を守ったが、小兵ゆえの体力不足と右膝の怪我などが原因で次第に番付を落とし、以降2度と幕内に返り咲く事はなかった。
現役晩年は幕下22枚目まで陥落し、1964年1月場所をもって、25歳で廃業。
廃業後は帰郷し、地元の簡易郵便局に勤務したという。
十両陥落後、大鵬の子供という意味の「太鯤（たいこん）」に四股名を改めていた事がある（1963年7月場所～。だが、改名によるゲン担ぎは成らず、11月場所より本名の「橘井」へ改名している）。

## 主な成績・記録
- 通算成績：227勝200敗7休 勝率.532
- 幕内成績：18勝27敗 勝率.400
- 現役在位：43場所
- 幕内在位：3場所

### 場所別成績
| | 一月場所 初場所（東京） | 三月場所 春場所（大阪） | 五月場所 夏場所（東京） | 七月場所 名古屋場所（愛知） | 九月場所 秋場所（東京） | 十一月場所 九州場所（福岡） |
| --- | ----------------------- | ----------------------- | ----------------------- | --------------------------- | ----------------------- | --------------------------- |
| 1956年 （昭和31年） | x                       | （前相撲）              | 新序 3–0                | x                           | 西序二段101枚目 6–2     | x                           |
| 1957年 （昭和32年） | 西序二段50枚目 6–2      | 西序二段18枚目 4–4      | 東序二段2枚目 7–1       | x                           | 西三段目47枚目 4–4      | 西三段目45枚目 5–3          |
| 1958年 （昭和33年） | 東三段目33枚目 6–2      | 西三段目11枚目 7–1      | 西幕下70枚目 6–2        | 西幕下52枚目 5–3            | 西幕下42枚目 4–4        | 東幕下41枚目 4–4            |
| 1959年 （昭和34年） | 東幕下41枚目 3–5        | 東幕下49枚目 5–3        | 東幕下43枚目 6–2        | 東幕下26枚目 6–2            | 東幕下18枚目 2–6        | 東幕下28枚目 6–2            |
| 1960年 （昭和35年） | 西幕下15枚目 5–3        | 東幕下9枚目 3–5         | 東幕下13枚目 2–6        | 西幕下25枚目 4–3            | 東幕下22枚目 5–2        | 東幕下15枚目 4–3            |
| 1961年 （昭和36年） | 西幕下10枚目 5–2        | 西幕下4枚目 5–2         | 西十両18枚目 11–4       | 西十両7枚目 7–8             | 西十両8枚目 8–7         | 東十両6枚目 8–7             |
| 1962年 （昭和37年） | 東十両2枚目 9–6         | 西前頭14枚目 9–6        | 西前頭5枚目 4–11        | 西前頭11枚目 5–10           | 西十両筆頭 8–7          | 東十両筆頭 6–9              |
| 1963年 （昭和38年） | 東十両4枚目 4–4–7       | 東十両10枚目 6–9        | 東十両14枚目 6–9        | 西十両17枚目 3–12           | 東幕下9枚目 3–4         | 西幕下12枚目 2–5            |
| 1964年 （昭和39年） | 西幕下22枚目 引退 3–4–0 | x                       | x                       | x                           | x                       | x                           |
| 各欄の数字は、「勝ち-負け-休場」を示す。 優勝 引退 休場 十両 幕下 三賞：敢=敢闘賞、殊=殊勲賞、技=技能賞 その他：★=金星 番付階級：幕内 - 十両 - 幕下 - 三段目 - 序二段 - 序ノ口 幕内序列：横綱 - 大関 - 関脇 - 小結 - 前頭（「#数字」は各位内の序列） |                         |                         |                         |                             |                         |                             |

### 幕内対戦成績
| 青ノ里   | 0 | 2 | 天津風 | 0 | 2 | 荒岐山 | 1 | 1 | 一乃矢 | 1 | 0 |  |  |  |
| 宇多川   | 1 | 1 | 追手山 | 0 | 2 | 大晃   | 1 | 0 | 岡ノ山 | 1 | 1 |  |  |  |
| 小城ノ花 | 0 | 2 | 海乃山 | 1 | 0 | 開隆山 | 0 | 1 | 金乃花 | 0 | 2 |  |  |  |
| 北の洋   | 0 | 1 | 北葉山 | 0 | 1 | 君錦   | 2 | 1 | 清勢川 | 1 | 1 |  |  |  |
| 玉嵐     | 0 | 1 | 常錦   | 1 | 0 | 鶴ヶ嶺 | 0 | 1 | 豊國   | 1 | 1 |  |  |  |
| 成山     | 1 | 0 | 羽黒山 | 0 | 1 | 廣川   | 0 | 1 | 星甲   | 0 | 1 |  |  |  |
| 明武谷   | 2 | 0 | 若ノ海 | 3 | 0 | 若ノ國 | 1 | 0 | 若羽黒 | 0 | 1 |  |  |  |

## 改名歴
- 橘井 惠三（きつい けいぞう） 1956年5月場所（※番付外、新序）
- 登美錦 惠三（とみにしき けいぞう）1956年9月場所 - 1960年11月場所
- 栗家山 惠三（くりけやま けいぞう）1961年1月場所 - 1963年5月場所
- 太鯤 惠三（たいこん けいぞう）1963年7月場所 - 1963年9月場所
- 橘井 惠三（きつい けいぞう）1963年11月場所 - 1964年1月場所